# Т
Т, т は、キリル文字のひとつ。ギリシャ文字のΤ（タウ）に由来する文字で、ラテン文字のTに相当する文字であり、大文字は同形であるが、小文字は大文字をそのまま小さくした形である。
また、セルビア語とマケドニア語以外の言語において、筆記体は縦棒3本ののようである（ブロック体で縦棒を 3 本書くケースもある）。

## 呼称
- ロシア語: тэ（テー）
- ウクライナ語：テー
- ブルガリア語：トゥ
- キルギス語：テー

## 音素
原則として /t/ を表す。

## アルファベット上の位置
ロシア語・ベラルーシ語の第 20 字母、ウクライナ語・マケドニア語の第 23 字母、ブルガリア語の第 19 字母、セルビア語の第 22 字母である。

## 符号位置
| 大文字 | Unicode | JIS X 0213 | 文字参照        | 小文字 | Unicode | JIS X 0213 | 文字参照        | 備考 |
| ------ | ------- | ---------- | --------------- | ------ | ------- | ---------- | --------------- | ---- |
| Т      | U+0422  | 1-7-20     | &#x422; &#1058; | т      | U+0442  | 1-7-68     | &#x442; &#1090; |      |